# 이와호촌
이와호촌(磐保村)은 후쿠시마현 야마군에 있던 촌이다.

## 역사
- 1889년 4월 1일 - 정촌제 시행에 의해 이와세촌 단독으로 촌제를 시행해 야마군 이와세촌이 성립하였다.
- 1941년 4월 1일 - 이와호촌, 이와세촌과 함께 이나와시로정과 합병해 새로운 이나와시로정이 성립하여 동일 이와호촌은 폐지되었다.

## 인구
| 1889년 | 378 |
| 1907년 | 449 |
| 1920년 | 349 |
| 1947년 | 350 |

## 참고문헌
- 角川日本地名大辞典編纂委員会『가도카와 일본 지명 대사전 7 福島県』、가도카와 쇼텐、1981年 ISBN 4-04-001070-1
- 日本加除出版株式会社編集部『全国市町村名変遷総覧』、日本加除出版、2006年、ISBN 4-8178-1318-0